# 28603 Jenkins
28603 Jenkins este o planetă minoră (asteroid) din centura de asteroizi. A fost descoperită pe 4 martie 2000 la Catalina Station⁠(d) de Catalina Sky Survey. 
Obiectul prezintă o orbită caracterizată de o semiaxă mare de 2,5204617 UAi, o excentricitate de 0,1, o înclinație de 2,54091 ° în raport cu ecliptica.